# إماري (ساغا)
مدينة إماري (بالإنجليزية: Imari)‏ هي أحد المدن التابعة لمحافظة ساغا. تأسست رسميًا في 01/04/1954. ويقدر عدد سكانها بـ 57604 نسمة حسب تقدير مكتب الإحصاء الياباني لعام 2012. تبلغ مساحة إماري 254.99 كم2. بكثافة سكانية تبلغ 226 نسمة/كم2.

## أعلام
- ريوسوك ميزوماتشي

## روابط خارجية
- الموقع الرسمي لمدينة إماري
- مكتب الإحصاءات البريطاني